# Jerzy Knyba
Jerzy Knyba (ur. 10 września 1932 w Nowej Wsi Królewskiej, zm. 21 października 2010 w Kościerzynie) – historyk, badacz kultury i historii Kaszub, nauczyciel, działacz społeczny

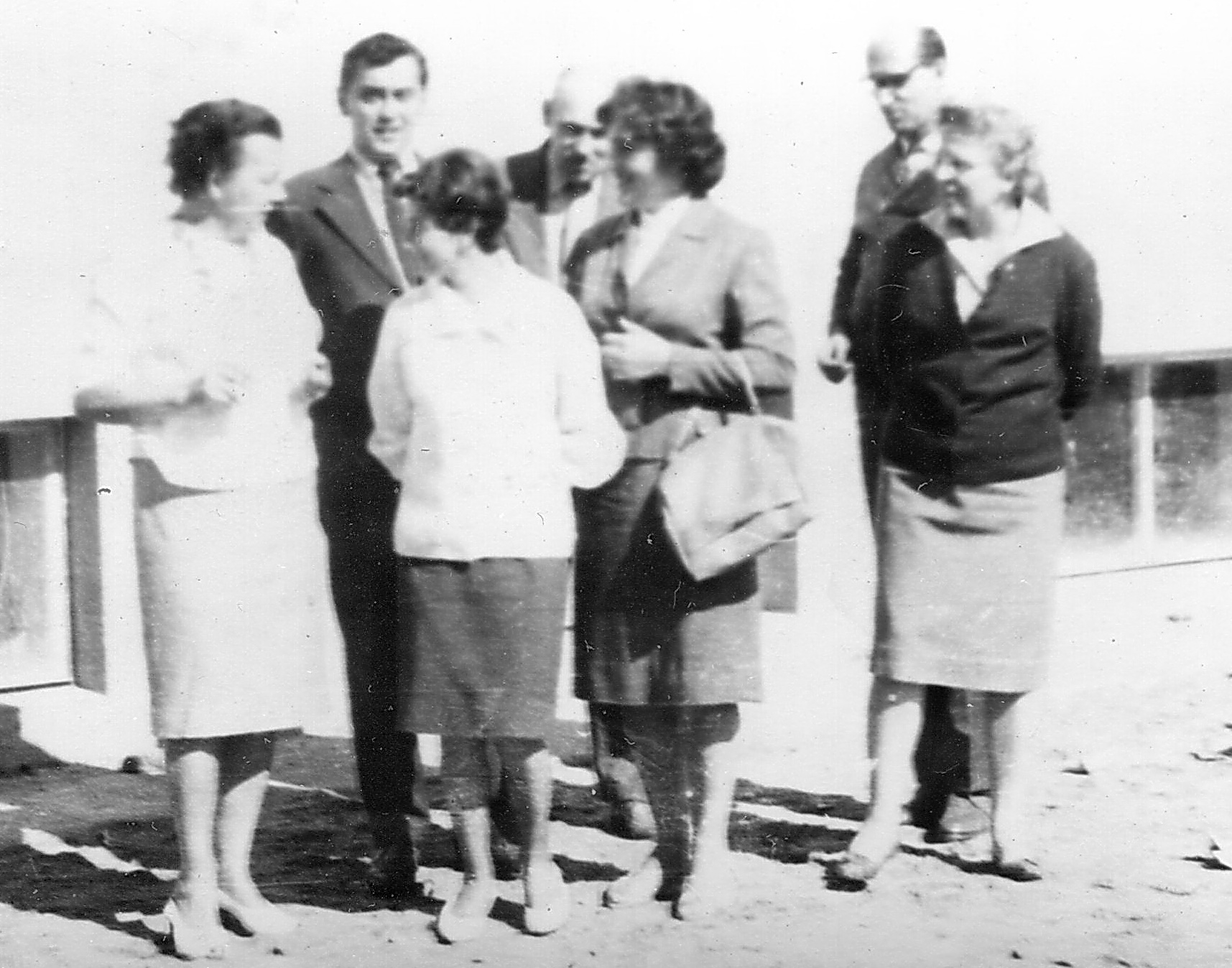
Nauczyciele kościerskiego LO. Od lewej: rusycystka Anna Januszkiewicz, polonistka Maria Kalinowa, germanista Roman Kalina, bibliotekarz Leon Niedzielski, chemiczka Bronisława Cyrowa, historyk Jerzy Knyba, polonistka Bronisława Niedzielska

Dzieciństwo i młodość spędził w powiecie puckim. W 1955 ukończył z wyróżnieniem studia historyczne na Uniwersytecie Jagiellońskim, po czym podjął pracę nauczyciela historii i łaciny w LO w Kościerzynie. Był tam nauczycielem, zastępcą dyrektora i przez 12 lat dyrektorem liceum aż do przejścia na emeryturę w 1991. W 1977 uzyskał stopień doktora nauk humanistycznych na Uniwersytecie im. Mikołaja Kopernika w Toruniu. Aktywnie uczestniczył w działalności społecznej na rzecz miasta i regionu. W liceum stworzył izbę regionalną i izbę pamięci narodowej, które stały się zalążkiem Muzeum Ziemi Kościerskiej. W 1965  był inicjatorem rozbudowy skansenu kaszubskiego we Wdzydzach.
Był autorem publikacji:
- Józef Wybicki – życie i działalność patriotyczna
- Budownictwo ludowe na Kaszubach
- Wspomnienia wpisane w historię małej ojczyzny – Kaszub

W 1990 roku otrzymał Medal Stolema. Był współinicjatorem budowy pomnika Józefa Wybickiego w Kościerzynie, zorganizował wystawy obrazujące kulturę materialną Kaszub oraz dzieje Kościerzyny i ziemi kościerskiej. Założył i prowadził kronikę miasta. Był wieloletnim aktywnym członkiem Zrzeszenia Kaszubsko – Pomorskiego.
W 2010 nadano mu tytuł Honorowego Obywatela Miasta Kościerzyny.